# (4858) Vorobjov
(4858) Vorobjov – planetoida z pasa głównego asteroid okrążająca Słońce w ciągu 3 lat i 80 dni w średniej odległości 2,18 j.a. Została odkryta 23 października 1985 roku w Obserwatorium Palomar przez Jamesa Gibsona. Nazwa planetoidy pochodzi od Tomasa Vorobjova (ur. 1984), astronoma amatora. Została zasugerowana przez S. Foglię. Przed jej nadaniem planetoida nosiła oznaczenie tymczasowe (4858) 1985 UA.